# Bataille de Cerami
La bataille de Cerami a eu lieu en juin 1063 et fut l’une des batailles les plus importantes de la conquête normande de la Sicile (1060 à 1091). Elle opposa une force expéditionnaire normande à une alliance musulmane composée de troupes siciliennes kalbides et zirides. Les Normands combattaient sous le commandement de Roger Ier de Sicile, le plus jeune fils de Tancrède de Hauteville et frère de Robert Guiscard. L’alliance musulmane était constituée des musulmans siciliens indigènes sous la classe dirigeante des kalbides de Palerme, dirigée par Ibn al-Hawas, et des renforts zirides d’Afrique du Nord menés par les deux princes, Ayyub et Ali. La bataille se solda par une victoire décisive des Normands qui mirent en déroute l’armée ennemie, provoquant des divisions parmi l’aristocratie musulmane, ce qui ouvrit la voie à la prise éventuelle de la capitale sicilienne, Palerme, par les Normands, suivie de la conquête du reste de l’île.
La bataille initiale se déroula dans la ville perchée de Cerami, à environ cinq miles à l’ouest du bastion normand de Troina. Cependant, la bataille principale eut lieu dans la vallée juste au sud. Selon tous les témoignages, les Normands, comptant 136 chevaliers et probablement un peu plus d’infanterie, étaient largement en infériorité numérique face à leurs adversaires musulmans, qui, selon certaines sources, comptaient jusqu’à 50 000 hommes. La meilleure source d’information sur cette bataille provient de l’ouvrage de Geoffroi Malaterra, De rebus gestis Rogerii Calabriae et Siciliae comitis et Roberti Guiscardi Ducis fratris eius (Des faits de Roger de Calabre et de Sicile, comte, et de Robert Guiscard, duc, son frère).

## Contexte
Roger de Hauteville était arrivé en Italie quelque temps après la bataille de Civitate en 1053, au cours de laquelle son frère Robert Guiscard avait été propulsé sur le devant de la scène. Dans les années qui suivirent, Robert hérita des terres et des titres de son frère Onfroi de Hauteville dans le sud de l’Italie. En raison de la pression croissante exercée sur la papauté par l’empereur du Saint-Empire romain germanique, Henri IV, durant la Querelle des Investitures, le pape Nicolas II cherchait des alliés. Malgré la victoire des Normands sur son prédécesseur pape Léon IX à Civitate en 1053, et l’emprisonnement de ce dernier, Nicolas conclut le synode de Melfi en 1059 en reconnaissant officiellement les possessions normandes dans le sud de l’Italie et en accordant à Robert le titre de duc d’Apulie et de Calabre, et, à l’avenir, celui de Sicile. Robert n’eut pas à attendre longtemps avant de trouver une occasion d’envahir la Sicile.
À cette époque, Roger avait arraché le contrôle de la Calabre à Robert en reconnaissance de l’aide qu’il lui avait apportée contre les seigneurs normands rebelles de la région, et il la détenait comme son fief, tout en rendant hommage à Robert en tant que son duc. En 1060, l’émir sicilien de Syracuse, Ibn al-Timnah, débarqua à Reggio en Calabre afin d’obtenir l’aide des Normands contre son rival, l’émir Ibn al-Hawas. Il promit qu’en échange de leur aide militaire, il reconnaîtrait leur revendication sur l’ensemble de l’île. Roger commença immédiatement à préparer une incursion à travers le détroit de Messine. Après une première mission de reconnaissance en 1060 et une tentative avortée au début de l’année 1061, Roger s’empara de Messine avant l’arrivée de l’armée normande dirigée par Robert Guiscard.
La population de la région de Val Demone en Sicile, dont Messine forme l’angle nord-est, était en grande partie composée de chrétiens de langue grecque, malgré deux siècles de domination islamique, et elle accueillit les Normands comme des libérateurs. Une fois Messine fortifiée et garnie d'une garnison, Robert et Roger furent libres de s’avancer vers l’intérieur des terres. Conquérant au fur et à mesure, l’armée normande s’empara rapidement de Rometta, Frazzano, Centuripe et Paternò. Ils défirent une importante armée appartenant à Ibn al-Hawas devant sa forteresse d’Enna (ou Castrogiovanni), mais ils n’étaient pas en mesure de soutenir un long siège de sa citadelle. À l’approche de la fin de la saison de campagne, Robert abandonna le siège et retourna en Italie avec Roger. Roger, cependant, ne resta pas longtemps en Italie et, revenu avec une petite troupe, s’empara de Troina, où il passa Noël 1061. L’année suivante, alors que son frère était occupé par des rébellions en Apulie et une résurgence byzantine, Roger mena un raid jusqu’à Agrigente et consolida les possessions normandes dans le Val Demone. Cependant, à la fin de l’année 1062, Ibn al-Hawas lança une contre-attaque et assiégea l’épouse de Roger et une poignée de fidèles dans la citadelle de Troina. Roger revint de ses pillages et sa force de secours perça les lignes du siège, réussissant à reprendre la citadelle, mais les Normands se retrouvèrent eux-mêmes assiégés par les musulmans, ainsi que par les habitants grecs de la ville, lassés de la rigueur du régime normand. Le second Noël de Roger à Troina fut nettement moins confortable.
Au début de l’année 1063, Roger brisa le siège de Troina et reprit ses raids dans l’intérieur de la Sicile. Sans qu’il le sache, cependant, Ibn al-Hawas avait conclu une alliance avec l’émir Ziride d’Ifriqiya, Tamim ben al-Muizz, et avait reçu d’importants renforts en soldats zirides, dirigés par ses fils, les princes Ayyub et Ali. Ibn al-Hawas se lança alors vers l’est à la tête de cette grande armée en direction de la position de Roger à Troina, animé d’une seule ambition : anéantir la présence normande sur l’île.

## Composition de l'armée

### Normands
Les troupes de Roger se composait de 136 chevaliers normands montés, hautement disciplinés et bien formés à la tactique franque de la charge de cavalerie lourde. La force normande comprenait également un élément d’infanterie mais, en raison du manque chronique d’hommes de Roger, celui-ci ne dépassait probablement pas environ 150 soldats, composés de sergents lombards de Calabre, ainsi que de chevaliers démontés et d’écuyers normands.
Parmi les notables normands présents à la bataille figuraient Roger Ier de Sicile, Serlon II de Hauteville, Roussel de Bailleul et Arisgot du Pucheuil. Bien que Roger fût le commandant suprême de l’armée, il dirigeait également une suite personnelle composée de plusieurs dizaines de chevaliers et de leurs accompagnateurs. Son neveu Serlon commandait aussi un détachement d’environ 30 chevaliers, tout comme d’autres seigneurs, et dans une moindre mesure, d’autres chevaliers comme Roussel de Bailleul et Arisgot du Pucheuil.

### Alliance musulmane
Nous savons relativement peu de choses sur la composition de l’armée kalbite/ziride à Cerami. La majorité des troupes étaient d’origine berbère et placées sous le commandement des princes zirides. Ibn al-Hawas commandait lui-même une force importante, composée de troupes principalement levées à Palerme et Agrigente.
Les forces zirides, majoritairement composées de tribus berbères, étaient nombreuses mais manquaient de professionnalisme et de discipline, contrairement aux troupes de Palerme. Cette disparité provoqua par la suite des tensions importantes entre les deux alliés, car l’emprise croissante des Zirides sur Palerme et leurs défaites successives face aux Normands poussèrent de nombreux Siciliens à rejeter leur ingérence.

## Déroulement
Ayant découvert la proximité de l’armée musulmane, Roger envoya immédiatement Serlon et ses chevaliers en avant-garde pour sécuriser la position stratégiquement vitale qu’offrait Cerami. Lorsque la large avant-garde musulmane se présenta devant la ville, elle trouva les portes fermées et barrées ; les chevaliers de Serlon étaient dispersés sur les remparts. Ibn al-Hawas ordonna à l’avant-garde d’escalader les murs et de prendre la ville, mais toutes les tentatives furent repoussées et échouèrent. Quelque temps plus tard — probablement environ une heure (bien que certaines sources parlent de jusqu’à trois jours) —, une fois l’armée musulmane arrivée au complet, la force principale de Roger entra dans la vallée par l’est et se déploya en ordre de bataille.
Malheureusement, on ne sait rien de la disposition des forces musulmanes lors de la bataille. Toutefois, l’avant-garde était probablement composée du contingent de cavalerie musulmane, qui avait mis pied à terre pour assiéger la ville. En revanche, la troupe de Roger s’était formée en un corps compact, constitué d’une avant-garde et d’une arrière-garde, suivant une tactique normande similaire à celle utilisée à Castrogiovanni en 1061. Fatiguées par leurs vaines tentatives de prendre Cerami, les forces musulmanes abandonnèrent le siège de la ville et se mirent en ordre de bataille pour les affronter. On ne sait pas avec certitude qui lança l’attaque en premier, mais Roger, hésitant, aurait mené une première charge de cavalerie, qui échoua à briser les lignes musulmanes. Les forces musulmanes contre-attaquèrent alors massivement, mais l’infanterie normande tint bon.
C’est à ce moment-là que saint Georges aurait apparu parmi les rangs normands, vêtu d’une armure blanche étincelante, monté sur un étalon blanc, portant le drapeau de saint Georges au bout de sa lance (parfois, on raconte que c’est Roger lui-même qui portait ce drapeau). Son apparition et son discours auraient inspiré les chevaliers normands à lancer une nouvelle charge contre les lignes musulmanes et, au même moment, Serlon mena une charge depuis Cerami sur le flanc gauche de l’armée musulmane, ouvrant un chemin sanglant vers ses compatriotes normands.
En l’espace de quelques heures, le courage et la détermination des guerriers normands, face à une force aussi écrasante, avaient stoppé l’assaut musulman. L’effet de surprise de la double charge fut insupportable pour les troupes zirides, indisciplinées, qui tournèrent les talons et prirent la fuite, entraînant dans leur débâcle le reste des troupes Kalbites. Bientôt, toute l’armée musulmane se retrouva en pleine déroute, et la cavalerie normande, désormais regroupée, put en profiter sans pitié.
Malaterra rapporte que la cavalerie normande poursuivit la masse des troupes en déroute jusqu’à leur camp, qu’elle saccagea et pilla, tuant tous ceux qu’elle y trouva. Il affirme également que les cavaliers normands voulaient s’arrêter pour reposer leurs chevaux au camp musulman et profiter du butin de guerre, mais Roger ordonna de poursuivre la chasse dans les montagnes environnantes, afin de tirer pleinement parti de la débâcle ennemie. Une fois le calme revenu et la poussière retombée, il est rapporté que 35 000 Sarrasins et Zirides auraient été tués. Cependant, les princes zirides Ayyub et Ali, ainsi que l’émir palermitain Ibn al-Hawas, échappèrent à la bataille et retournèrent à Palerme avec ce qu’il restait de l’armée musulmane.
Dans l’immédiat après-bataille, Roger envoya quatre chameaux en cadeau à son suzerain normand, le pape régnant Alexandre II, qui en retour bénit l’expédition et offrit des indulgences spirituelles, telles que la rémission des péchés, à ceux qui avaient combattu lors de la bataille.
Ses possessions désormais sécurisées, Roger profita de l’accalmie dans l’agression musulmane pour retourner en Calabre, afin de réprimer les sentiments de rébellion grandissants parmi ses vassaux et de préparer, avec son frère le duc d’Apulie et de Calabre, Robert Guiscard, la prise de Palerme.

## Conséquences
Les Normands étaient désormais la force dominante en Sicile. Cela ne signifie pas pour autant qu’ils étaient sans opposition. Leur victoire à Cerami avait fait pencher la balance du pouvoir en leur faveur, mais ils ne contrôlaient encore sans contestation que la région du Val Demone, autour de Messine. Les régions du Val di Noto et du Val di Mazara restaient fermement entre les mains des Kalbides.
Cependant, la victoire normande avait anéanti les espoirs musulmans d’une contre-offensive rapide pour les chasser de l’île. Les Palermitains kalbides commencèrent à ressentir de l’animosité envers l’ingérence des Zirides dans les affaires siciliennes et les rendirent responsables de la défaite de Cerami. Cette hostilité s’accrut progressivement, jusqu’à la seconde défaite humiliante de l’alliance musulmane face aux Normands lors de la bataille de Misilmeri, en 1068, à seulement 8 kilomètres de Palerme.
Des émeutes éclatèrent à Palerme et Ibn al-Hawas se souleva contre les princes zirides à Agrigente. Il fut tué au cours des combats, mais le prince ziride Ayyub rassembla le reste de ses troupes et rentra en Afrique du Nord. Ayant perdu les derniers vestiges d’une armée de campagne, les troupes siciliennes restantes ne pouvaient que regarder depuis les remparts de Palerme, en attendant le coup de grâce inévitable. Il arriva trois ans plus tard, en 1071, après que Robert Guiscard eut conquis Bari, le dernier bastion byzantin en Apulie.
Une force normande bien plus nombreuse — jusqu’à 3 000 hommes — attaqua la ville par terre et par mer, dirigée par Robert Guiscard et Roger. Après un siège de cinq mois, les Palermitains capitulèrent le 10 janvier 1072. Bien qu’une résistance locale se poursuivit encore pendant deux décennies, ce moment marqua le tournant décisif pour la domination normande. Avec la prise de Palerme, les Normands étaient en passe d'établir ce qui deviendrait l’un des royaumes les plus prospères d’Europe. Ce fut aussi un tournant majeur dans le conflit islamo-chrétien en Méditerranée. Les décennies suivantes virent une implication croissante de la papauté, encourageant et finançant des guerres visant à reconquérir les terres chrétiennes perdues face aux musulmans aux VIIᵉ et VIIIᵉ siècles.
En 1095, soit quatre ans après la fin définitive de la conquête de la Sicile par les Normands, le pape Urbain II lança la Première Croisade pour reprendre Jérusalem aux musulmans, ouvrant une nouvelle ère de l’histoire méditerranéenne.